# Ixora agostiniana
Ixora agostiniana är en måreväxtart som beskrevs av Julian Alfred Steyermark. Ixora agostiniana ingår i släktet Ixora och familjen måreväxter. Inga underarter finns listade i Catalogue of Life.